# لي بولين
لي بولين (بالإنجليزية: Lee Bullen) هو لاعب كرة قدم بريطاني في مركز الدفاع، ولد في 29 مارس 1971 في إدنبرة في المملكة المتحدة. لعب مع دونفرملين أثلتيك وشيفيلد وينزداي ونادي جنوب الصين ونادي ستنهاوسموير ونادي سون هي ونادي فالكيرك ونادي ليفينغستون ووولونغونغ وولفز.

## وصلات خارجية
- لي بولين على موقع إي إس بي إن إف سي (الإنجليزية)
- لي بولين على موقع قاعدة بيانات كرة القدم.إي يو (الإنجليزية)
- لي بولين على موقع Soccerbase.com (لاعب) (الإنجليزية)